# 綾里崎

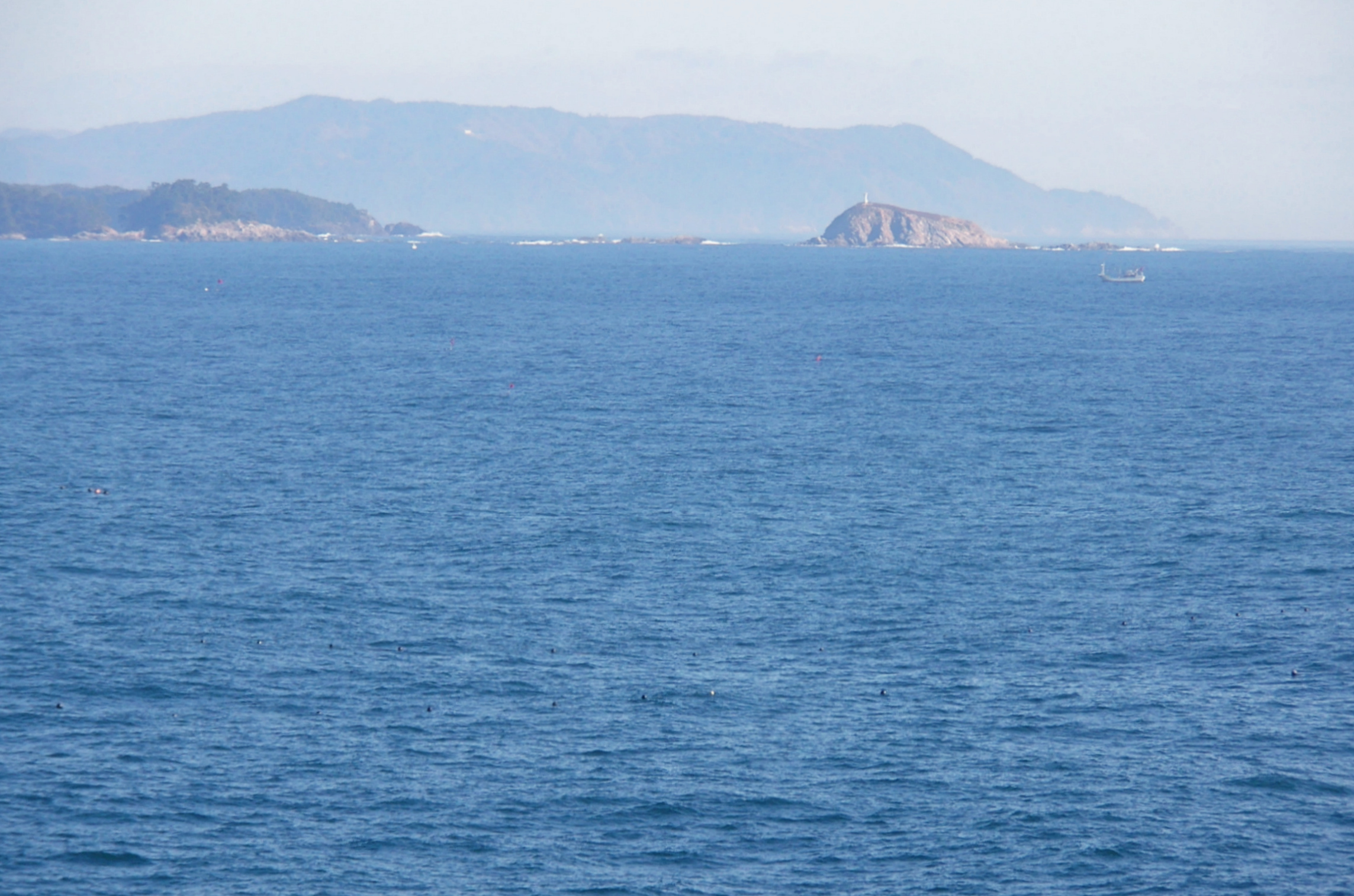
綾里崎

綾里崎（りょうりざき）は、三陸リアス式海岸の岬のひとつで岩手県大船渡市三陸町綾里に在する。綾里崎先端の高さは300m、中間にある立石山（たていしやま）の標高354m、長さ約5km。岬先端に綾里崎灯台、立石山中腹に気象庁大気環境観測所が設置されてある。牡鹿半島金華山から北方100kmに位置する突き出た岬のため、南三陸近海の指標となる岬。

## 地理

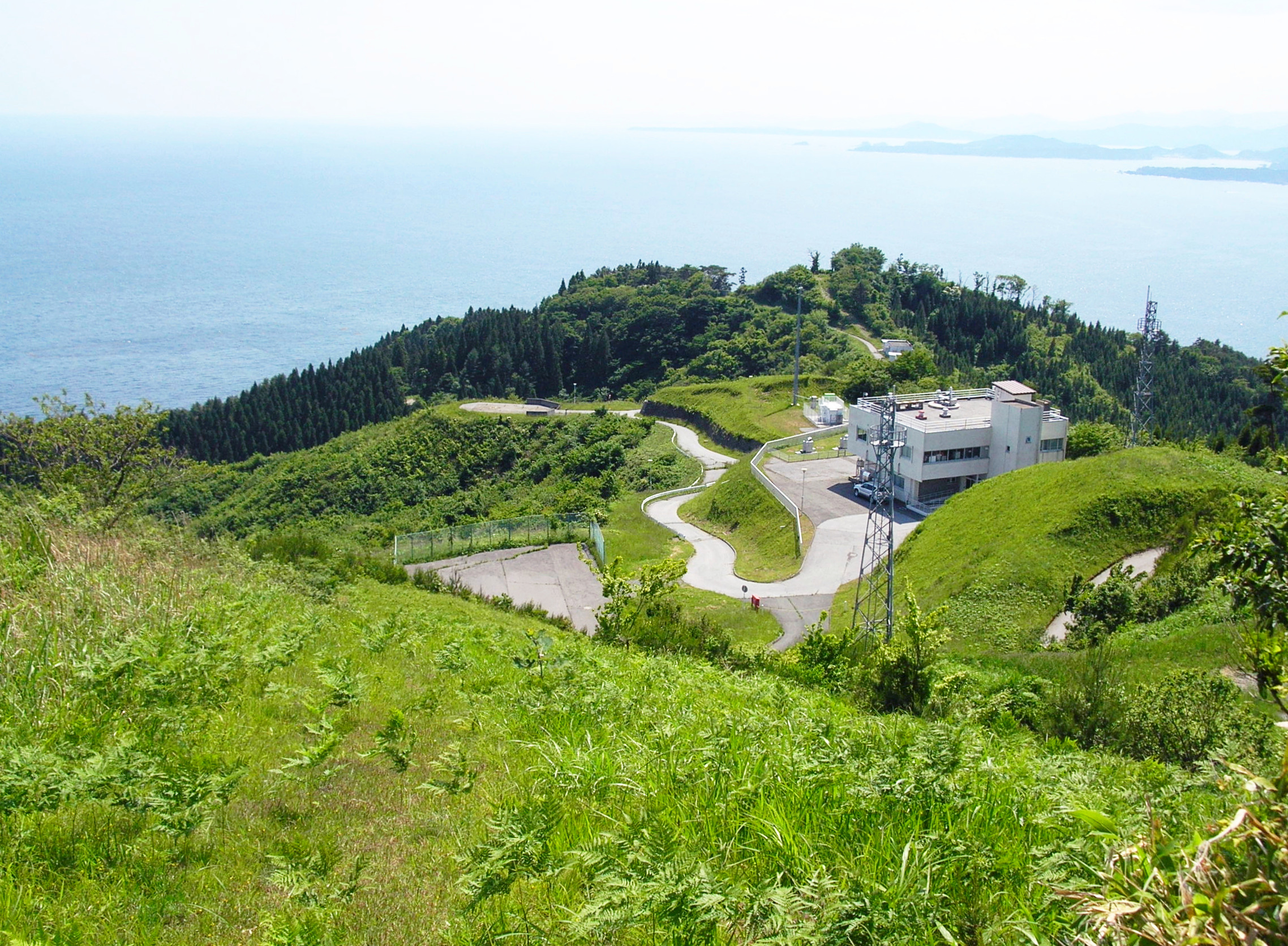
大気環境観測所

- 座礁沈没事故史等 綾里崎付近の水深約40m～200m　岩礁あり
- 1896年（明治29年）明治三陸地震の際、綾里湾は東向きV字型入り江のため、津波の高さ最大38.2mを記録した。
- 綾里埼灯台
- 気象ロケット観測所は、1970年（昭和45年）4月気象庁によって開設された。1976年WMO大気バックグランド汚染地域観測所として降塵の化学成分観測を行う。1987年WMO/GAWの一環として大気二酸化炭素の定常的な観測を行う。1990年オゾン層破壊物質、紫外線、温室効果ガスの観測を行う。2001年（平成13年）3月21日までの気象ロケット観測数1119回[1]。2002年3月、気象ロケット観測所の名称を廃止。それ以後、WMO世界気象機関が推進している全球大気監視計画（GAW）に基づき、温室効果ガスやオゾンなどの観測を行っている。
- 大気環境観測所の位置、北緯39度02分、東経141度50分、海抜260m。

## 指定
- 鳥獣保護区
- 銃猟禁止区

## 関係項目
- 綾里駅
- 綾里小学校
- 綾里海水浴場
- 綾里埼灯台
- 大気環境観測所（旧名：気象ロケット観測所）

## 交通
- 三陸縦貫自動車道→綾里
- 国道45号→綾里
- 岩手県道9号大船渡綾里三陸線 (綾里港から観測所まで道程7km、綾里崎灯台まで道程10km、1周約20km)
- 三陸鉄道リアス線　陸前赤崎駅 - 綾里駅 - 恋し浜駅

## その他
- 車で綾里崎を一周する事はできるが観測所付近までしか舗装されていない。
- 立石山山頂は雑木林。
- 大気環境観測所付近から碁石海岸、黒崎仙境、広田崎、唐桑半島まで見渡せる。まれに牡鹿半島、金華山まで眺望できる時もある。